# Исидро Лангара
Исидро Лангара Галарага (25. мај 1912 — 21. август 1992) био је шпански нападач из Баскије. Играо је 12 пута за Шпанију, постигао 17 голова и има највећи просек голова у Ла Лиги 1,14. Био је и први играч који је постигао најмање 100 голова за три клуба, једини који је то постигао на три континента.

## Каријера

### Рана каријера
Лангара је рођен у Пасаји, Гипускоа. Своју фудбалску каријеру је започео играјући за локалне тимове, Билдур Гучи, Есперанца де Сан Себастијан, Сијемпре Аделанте де Пасахес и Андоаин у својој родној Баскији, да би на крају потписао за тадашњи трећелигаш Толосу. Када је напунио 18 година, његове голгетерске способности препознао је друголигаш Реал Овиједо, клуб са којим је остао шест година, све док није избио Шпански грађански рат 1936.

### Реал Овиедо
У Овиједу Лангара је био фигура прослављене Delantera Eléctrica („Електрични нападачи“), напредне линије муњевитог младалачког талента који је подстицао тимове са високим темпом и високо вештом игром; али за почетак рата тим би сигурно напредовао на два трећа места у сезонама које су претходиле рату.
Био је освајач трофеја Пичичи, додељеног најбољем стрелцу Шпанске лиге, у три сезоне пре рата, са 27 голова у сезони 1933–34, 26 голова у сезони 1934–35 и 28 голова у сезони 1935–36 . Чак и пре тога био је најбољи стрелац шпанске друге лиге у години када је Реал Овиедо промовисан.
Током свог првог периода у Овиједу, признато је да је постигао 281 гол у 220 утакмица, што укључује 231 гол у 160 такмичарских утакмица. У сезони 1933–34 постигао је невиђених 60 голова у 32 утакмице за Овиедо и још 9 голова у 5 утакмица за репрезентацију Шпаније, што је и даље највећи број постигнутих голова у једној сезони за било ког фудбалера рођеног у Шпанији.
У децембру 1936. одиграо је једну утакмицу за Атлетик Билбао.
Са почетком рата, прешао је на страну републиканаца. Године 1937. играо је егзибиционе игре широм Европе са баскијским националним тимом како би прикупио средства за ратне напоре.

### Еускади и Сан Лоренцо
Када је Билбао пао на фалангу, тим је отпутовао у Америку на турнеји по Куби, Мексику и Аргентини. Године 1938. придружили су се Мексичкој лиги градоначелника под именом Еускади, завршивши на другом месту. Након што је грађански рат завршен 1939. године, тим се распао и Лангара је отпутовао у Аргентину у потрази за новим тимом, јер као републиканац није могао да се врати у Шпанију а да не ризикује оштру репресију.
По савету свог саиграча Анхела Зубијете, придружио се Сан Лоренцу де Алмагру . Његов деби 1939. био је против вишегодишњег шампиона лиге Ривер Плејта и постигао је четири гола у победи од 4 : 2, након што је стигао у Аргентину ујутро истог дана. Године 1940. Лангара је био најбољи стрелац аргентинске Примере са 33 гола у 34 утакмице (његов рекорд у Аргентини играјући за Сан Лоренцо – 110 голова на 121 утакмици). Он такође држи рекорд са највише голова на утакмици у Аргентини – 7 – који и данас важи.
Са Лангаром, Сан Лоренцо је постао прва екипа Аргентине, на крају је разбио монопол Ривер Плејта и освојио титулу првака Аргентине. Лангара је био звезда Сан Лоренца заједно са Ренеом Понтонијем (којем је удварала Барселона, али је остао у Аргентини) и Рејналдом Мартином (који је касније постао звезда Јувентуса). Иако никада није освојио лигу са Сан Лоренцом, тим је два пута завршио на другом месту и освојио Куп Конфратернидад Ескобар – Герона, званични трофеј организован између другопласираних тимова из Аргентине и Уругваја. Са Лангаром, Сан Лоренцо је такође стигао до финала Копа Адријан К. Ескобар 1939. године.

### Еспања
Појавом професионалне лиге у Мексику 1943. године, Лангара је потписао уговор за клуб Еспања, где ће освојити своју прву и једину титулу у националној лиги. У мексичкој лиги је два пута био најбољи стрелац, 1944. и 1946. године. И данас је једини фудбалер у историји који је био најбољи стрелац у главним лигама на три континента; само су Алфредо Ди Стефано, Ромарио, Руд ван Нистелрој, Роберт Левандовски и Кристијано Роналдо успели да буду најбољи стрелци у три различите земље. Године 1946. проглашен је играчем године КОНКАКАФ-а – најбољим играчем у свим лигама Северне и Централне Америке.

### Реал Овиједо
После много година у иностранству, Лангари је понуђена шанса да се врати у Шпанију и поново игра за Реал Овиједо. Следеће сезоне, 1946–47 се вратио у Шпанију, и постигао је респектабилних 18 голова за тим. Ово га је оставило четвртим, иза Заре, Прудена и Калва за трофеј Пичини, доказујући да са 34 године и даље може да игра на највишем нивоу. На крају сезоне, Лангара је запањио Овиједо објавом да се повлачи и емигрира назад да живи у Мексику.

### Пензионисање
Након пензионисања, Лангара је већину својих година провео у Јужној Америци. Вратио се у свој родни регион у Шпанију у својим касним седамдесетим, умирући у Андоајну 1992. године.

## Стил игре
Као фудбалер, Лангара је био познат по свом атлетизму. Кривац бројних „немогућих голова“, често је постизао голове из даљине на терену. Једна посебно позната прилика била је на првом мечу сезоне 1933–34, када се његов Овиједо суочио са Барселоном победивши у мечу 7 : 3. Тог дана, Лангара је два пута погодио из сет лопти на око 50 метара. Када је причао о том догађају, голман Еспањола Лазаро Флоренца је приметио да је „дао немогућ гол, не једном већ два пута”. Неколико недеља касније, Лазаро је и сам био жртва сличног слободног ударца који је извео Лангара. Његов физички стас приметили су саиграчи на дан дебија за Сан Лоренцо, када су га питали да ли је фудбалер или рвач. На Сан Лоренцу је постао познат по изузетно снажном ударцу који је често поентирао са велике удаљености.